# 按司地頭
按司地頭（あじじとう）は、琉球王国において、王子・按司が一間切を采地（領地）として総領する場合の地頭職の呼称。広義には総地頭（惣地頭）とも呼ばれる。

## 概要
一間切を総領する地頭職は、親方部に属する者は総地頭と呼ばれるのに対して、王子・按司の地位にあるものは按司地頭と呼ばれた。王子の場合も按司地頭と呼ぶ。
按司は、近世においてはもっぱら王子の直系子孫の当主の称号・位階であるが、元来は王子も按司と呼ばれ、両者に区別がなかったので、地頭職にある王子も按司地頭と呼ぶのである。
喜舎場朝賢『東汀随筆』に、「一間切毎ニ必ス按司地頭アリ、国王及王子・按司ノ領スル所是ナリ」とあり、国王も按司地頭に含めている。琉球国王は「あんじおそえがなし」とも呼ばれたので按司地頭に含められたのであろうが、今日の沖縄学では国王直轄の間切は王家直領と表記するのが一般的である。
地頭という言葉は薩摩侵入以後に日本から入ってきた用語で、元来琉球では領主のことを「里主（さとぬし）」と呼んだ。のちにこれを地頭と呼ぶようになり、さらに地頭職にある王子・按司を按司地頭と呼ぶようになったと考えられている。
按司地頭は、広義には総地頭とも呼ばれ、同じ間切を領する按司・総地頭は一括して両総地頭と呼ばれた。また按司地頭・総地頭の両方を戴く間切を、両総地頭持と呼んだ。